# Ásana
Ásana, řídč. ásána nebo asana je pozice, ve které se nachází cvičenec jógy. Ásana (आसन  výslovnost) znamená v sanskrtu pozici v sedě (sezení) v plurálu i singuláru. V Pataňdžaliho jógasútře se definuje ásana jako sezeni v pozici, která je pevná, ale relaxační a kterou je schopen jogín držet po delší dobu. Ásana je třetí z osmi větví systému, který se označuje jako aštanga jóga.
Ásany jsou většinou chápány jako fyzické cviky ve formě střídání jednotlivých pojmenovaných pozic a přechodů mezi nimi za účelem zlepšení fyzické kondice (protažení svalů, prodloužení šlach, zvýšení rozsahu kloubů, a celkové pružnosti těla), relaxace a koncentrace. Cvičení v kombinaci s řízenou technikou dýchání (Pránájáma) pak tvoří Hatha jógu.